# Ясениці-Замківська сільська рада
Ясениці-Замківська сільська рада — орган місцевого самоврядування у Старосамбірському районі Львівської області. Адміністративний центр — село Ясениця-Замкова.

## Загальні відомості
Ясениці-Замківська сільська рада утворена в 1939 році. Водоймища на території, підпорядкованій даній раді: річка Ясеничанка.

## Населені пункти
Сільській раді підпорядковані населені пункти:
- с. Ясениця-Замкова
- с. Велика Волосянка

## Склад ради
Рада складається з 16 депутатів та голови.

### Керівний склад попередніх скликань
| ПІБ                        | Основні відомості                                                                       | Дата обрання | Дата звільнення |
| -------------------------- | --------------------------------------------------------------------------------------- | ------------ | --------------- |
| Марусяк Микола Ярославович | Сільський голова, 1968 року народження, освіта вища, член Соціалістичної партії України | 26.03.2006   | 31.10.2010      |
| Марусяк Микола Ярославович | Сільський голова, 1968 року народження, освіта вища, член Народного Руху України        | 31.10.2010   |                 |

Примітка: таблиця складена за даними джерела